# واکتل، لیپتون، روزن و کاتز
واکتل، لیپتون، روزن و کاتز (به انگلیسی: Wachtell, Lipton, Rosen & Katz) یک شرکت حقوقی است که از یک دفتر واحد در شهر نیویورک فعالیت می‌کند. این شرکت به دلیل فعالیت در پرونده‌های مربوط به قانون تجارت شناخته شده‌است و مرتباً بزرگترین و پیچیده‌ترین معاملات را انجام می‌دهد.

## تاریخچه
این شرکت در سال ۱۹۶۵ توسط هربرت واکتل و جری کرن تأسیس شد، که مدت کوتاهی پس از آن به مارتین لیپتون، لئونارد روزن و جورج کاتز پیوستند. این چهار شریک به نام در دانشکده حقوق دانشگاه نیویورک ملاقات کردند که در آنجا ویراستار مجله بررسی حقوق دانشگاه نیویورک بودند. این شرکت در وال استریت زمانی برجسته شد که بسیاری از کارگزاران و بانکداران سرمایه‌گذاری اقدام به راه اندازی بنگاه‌های کوچک کردند.

## فارغ التحصیلان قابل توجه
- ویلیام تی آلن، مشاور - رئیس سابق دادسرای دادورا دلاور؛ استاد دانشکده حقوق دانشگاه نیویورک
- جیمز کول، شریک - معاون معاون وزیر آموزش و پرورش
- آلیسون مسیحی، دانشیار رئیس امور مالیاتی، دانشکده حقوق دانشگاه McGill
- جورج تی. کانوی سوم، همکار و شریک - وکیل مدافع پائولا جونز در پرونده آزار و اذیت جنسی علیه رئیس‌جمهور بیل کلینتون
- میگوئل استرادا - وکیل و نامزد پیشین قضایی
- گلن گرین ووالد، همکار - فعال سیاسی، روزنامه‌نگار و دریافت کننده جایزه پولیتزر[۴]
- مورا ر. گروسمن، مشاور - استاد تحقیق و مدیر زنان در علوم کامپیوتر در دانشگاه واترلو؛ وکیل کشف الکترونیکی[۵]
- الیزابت هولتزمن، همکار - نماینده پیشین ایالات متحده و دادستان ناحیه بروکلین
- رابرت جیکسون جونیور، همکار - کمیساریای کمیسیون بورس و اوراق بهادار ایالات متحده
- دیوید لات، همکار - وبلاگ نویس
- کنت ک. لی، دانشیار - قاضی دادگاه تجدید نظر دادگاه نهم دادگاه[۶]
- رابرت مورگنتائو، مشاور - مشاور دادستان پیشین ناحیه نیویورک[۷]
- برنارد نوسباوم، شریک - مشاور سابق کاخ سفید رئیس‌جمهور بیل کلینتون
- جورج پستولوس، همکار - رئیس‌جمهور پیشین و مدیر عامل هیوستون راکتز
- ساموئل راسکوف، دانشیار - استاد دانشکده حقوق دانشگاه دانشگاه نیویورک
- جید روبنفلد، دانشیار - استاد دانشکده حقوق ییل
- اندرو شلافلی، دانشیار - بنیانگذار Conservapedia، مشاوران عمومی انجمن پزشکان و جراحان آمریکایی[۸]
- ریچارد جی سالیوان، دانشیار - قاضی دادگاه تجدیدنظر دادگاه دوم ایالات متحده[۹]